# 왕필

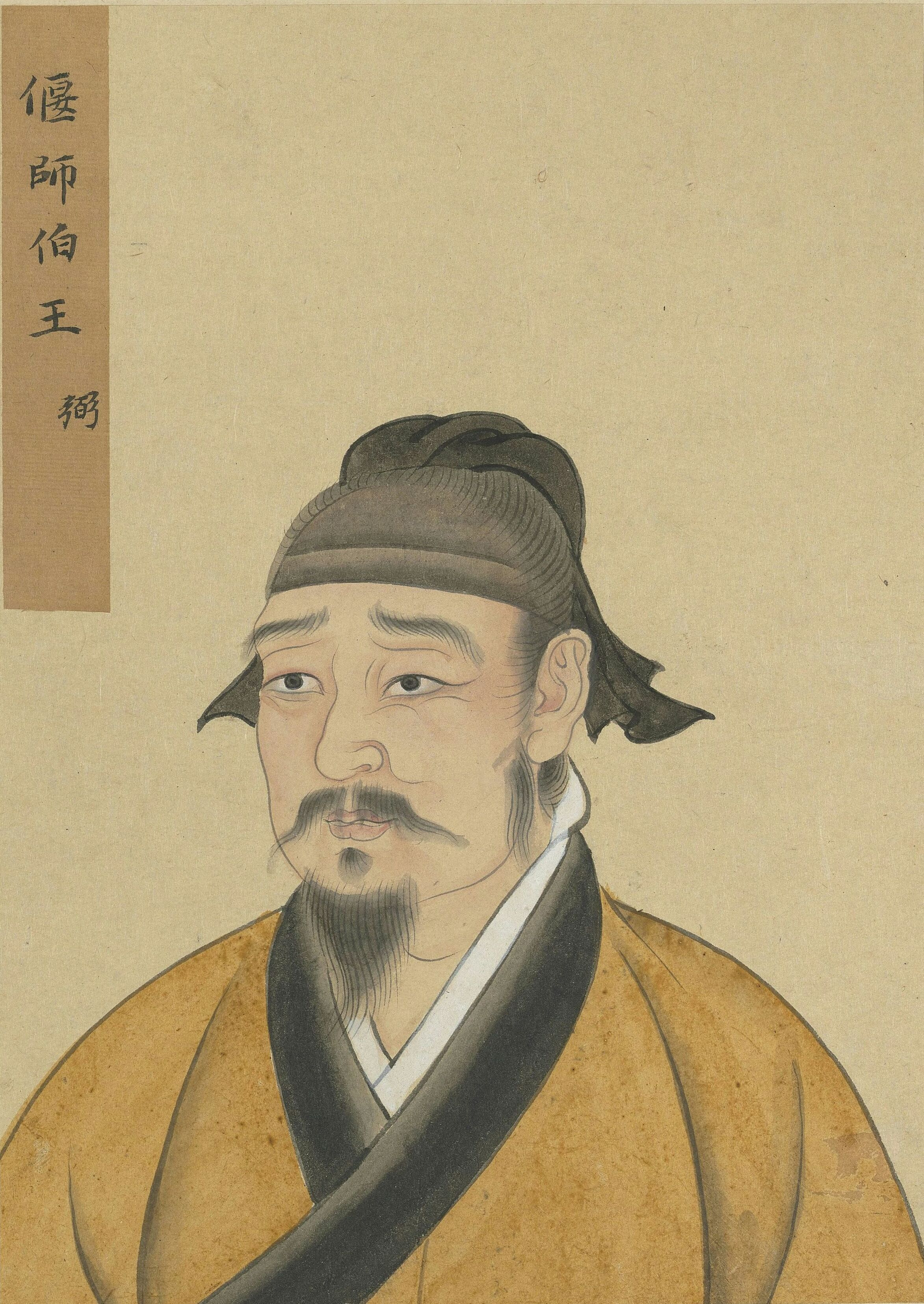

왕필(王弼, 226년 ~ 249년)은 중국 삼국 시대 위나라의 관리이자 사상가이다. 자는 보사(輔嗣)이다.
당시 유명한 천재로 알려졌으며, 이를 들은 하안(何晏)이 그를 중용하고 학문에 대한 토론을 나눴다. 16~20세 사이에 노자의 《도덕경》과 《주역》의 주와 약례를 썼다. 그가 쓴 노자 주는 가장 긴 주가 달린 38장을 제외하면, 원문과 글자 수가 비슷할 정도로 분량이 적어서, 후대의 학자들로부터 왕필이 《도덕경》의 주를 단 것인지 그 반대인지 모를 정도라는 평가를 받았다. 당대 이후부터는 도덕경이라 하면 대개 왕필본을 말한다.
위나라의 상서랑을 지냈다. 유족으로 아내와 딸을 남기고 24세의 나이로 말라리아에 걸려 요절하였다.

## 전기 자료
- 『삼국지』 권28, 「위서」28, [종회전] 주석

## 같이 보기
- 삼국지 인물 목록
- 진수 (서진)
- 배송지